# 山口仁也
山口 仁也（やまぐち じんや、1999年11月18日 - ）は、日本のプロボクサー。佐賀県多久市出身。第46代日本スーパーフライ級王者。三迫ボクシングジム所属。

## 人物
12歳からボクシングを始めた。
東福岡高校卒業、大東文化大学に入学。なお大東文化大学時代、ボクシング部主将を務めたことがある。

## 来歴
2022年6月22日のプロデビュー戦は5回TKO勝ち。
そして2023年3月14日に後楽園ホールで行われた「フェニックスバトル」にてアマチュア時代に2度対戦していた経験を持つ中垣龍汰朗と日本スーパーフライ級ユース王座決定戦を行い、8回2-0（77-75×2、76-76）の判定勝ちを収め日本ユース王座獲得に成功。
2024年10月31日、後楽園ホールで日本スーパーフライ級1位の重里侃太朗と日本同級最強挑戦者決定戦を行い、8回1-1（77-75、75-77、76-76）の引き分けとなりプロデビュー以来の連勝は5勝でストップしたものの、最強挑戦者決定戦の特別ルールとして引き分けとなった審判員が与えた優勢点により山口が勝者扱いとなり、王者の高山涼深への挑戦権を獲得した。しかし、高山が罹患で一時休養することを理由に2025年3月19日付で日本王座を返上したため、山口は2025年4月22日に日本同級王座決定戦として日本同級2位の吉田京太郎と対戦することとなった。
2025年4月22日、後楽園ホールで日本スーパーフライ級2位の吉田京太郎と日本同級王座決定戦を行い、10回3-0（95-94、96-93×2）判定勝ちを収め王座獲得に成功した。

## 獲得タイトル
- 第5代日本スーパーフライ級ユース王座（防衛0）
- 第46代日本スーパーフライ級王座（防衛0）

## 戦績
- アマチュアボクシング - 33戦22勝11敗
- プロボクシング - 7戦 6勝（2KO）無敗 1分

| 戦           | 日付           | 勝敗 | 時間    | 内容     | 対戦相手               | 国籍       | 備考                                                         |
| ------------ | -------------- | ---- | ------- | -------- | ---------------------- | ---------- | ------------------------------------------------------------ |
| 1            | 2022年6月22日  | ☆    | 5R 0:53 | TKO      | 久保春平（宮田）       | 日本       | プロデビュー戦                                               |
| 2            | 2022年10月11日 | ☆    | 4R 1:24 | TKO      | アルジェル・サムソン   | フィリピン |                                                              |
| 3            | 2023年3月14日  | ☆    | 8R      | 判定 2-0 | 中垣龍汰朗（大橋）     | 日本       | 日本ユーススーパーフライ級王座決定戦                         |
| 4            | 2023年12月12日 | ☆    | 8R      | 判定 3-0 | リカルド・スエノ       | フィリピン |                                                              |
| 5            | 2024年4月9日   | ☆    | 8R      | 判定 3-0 | 長嶺竜久（平仲BS）     | 日本       |                                                              |
| 6            | 2024年10月31日 | △    | 10R     | 判定 1-1 | 重里侃太朗（志成）     | 日本       | 日本スーパーフライ級最強挑戦者決定戦 ※優勢点により挑戦権獲得 |
| 7            | 2025年4月22日  | ☆    | 10R     | 判定 3-0 | 吉田京太郎（ワタナベ） | 日本       | 日本スーパーフライ級王座決定戦                               |
| 8            | 2025年10月14日 |      |         |          | 重里侃太朗（志成）     | 日本       | 日本スーパーフライ級タイトルマッチ 試合前                    |
| テンプレート |                |      |         |          |                        |            |                                                              |